# وائل قبرصلي
وائل قبرصلي (بالإنجليزية: Wael Koubrousli)‏ هو سباح لبناني من مواليد 12 يونيو 1988 بالعاصمة اللبنانية بيروت. شارك في دورتي الألعاب الأولمبية الصيفية 2008 و2012. مثل وائل قبرصلي لبنان في 6 بطولات عالم في الفترة من 2006 إلى 2011، في كل من شنغهاي، دبي، ملبورن، مانشستر، روما. سجل أكثر من 20 رقم قياسي محلي في كل من منافسات 100 متر و200 مبر سباحة صدر، كما حاز على الميدالية الفضية في الألعاب العربية 2007 بالقاهرة.

## الإنجازات
- بطل لبنان منذ عام 2004 وصاحب أكثر من 30 رقم قياسي لبناني.
- المركز الثاني خلال الألعاب العربية 2007 (أول سباح لبناني يحصل على الميدالية الفضية في الألعاب العربية) بالقاهرة.
- المركز الخامس عشر في دورة الألعاب الآسيوية 2006 بالدوحة.
- المركز السابع والعشرون خلال بطولة العالم 2008 بمانشستر.

## المشاركات

### الألعاب الأولمبية
- الألعاب الأولمبية الصيفية 2008.
- الألعاب الأولمبية الصيفية 2012.

### بطولة العالم
- بطولة العالم 2011 - شنغهاي، الصين.
- بطولة العالم 2010 - دبي، الإمارات العربية المتحدة.
- بطولة العالم 2009 - روما، إيطاليا.
- بطولة العالم 2008 - مانشستر، إنجلترا.
- بطولة العالم 2007 - ملبورن، أستراليا.
- بطولة العالم 2006 - شنغهاي، الصين.

### بطولات دولية
- الألعاب الجامعية الصيفية 2009 - بلغراد، صربيا.
- الألعاب الجامعية الصيفية 2007 - بانكوك، تايلاند.
- دورة الألعاب الآسيوية 2006 - الدوحة - قطر.

## المسابقات العربية
- الألعاب العربية 2011 - الدوحة، قطر.
- الألعاب العربية 2007 - القاهرة، مصر.
- بطولة الأندية العربية 2006 - اربد، الأردن.
- ألعاب التضامن الإسلامي 2005 - جدة، المملكة العربية السعودية.
- بطولة المدرسة العربية 2004 - جدة، المملكة العربية السعودية.
- دورة ألعاب غرب آسيا 2005 - الدوحة، قطر.
- بطولة الصداقة الدولية 2004 - الكويت.

## روابط خارجية
- وائل كوبروسلي على موقع الاتحاد الدولي للسباحة (الإنجليزية)
- وائل كوبروسلي على موقع أوليمبيديا (الإنجليزية)